# Blaise-Henry-Donatien Barbe
Blaise-Henry-Donatien Barbe, francoski general, * 25. maj 1878, † 16. januar 1957.